# Pilus (geslacht)
Pilus is een geslacht van weekdieren uit de klasse van de Gastropoda (slakken).

## Soort
- Pilus conicus (Verrill, 1884)